# فارسی (هرات)
فارسی (به لاتین: Farsi) یک منطقهٔ مسکونی در افغانستان است که در ولایت هرات واقع شده‌است. فارسی ۲٬۲۷۶ متر بالاتر از سطح دریا واقع شده‌است.